# Terremoto y Tsunami de Unzen de 1792

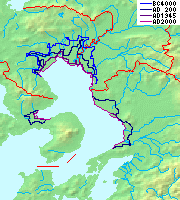
El cambio de la costa del mar de Ariake, el monte Unzen en el centro, la prefectura de Kumamoto (derecha) y las islas Amakusa (abajo) se vieron afectadas por el tsunami

El terremoto y tsunami de Unzen de 1792 fue el resultado de la actividad volcánica del monte Unzen (en la actual península de Shimabara dentro de la prefectura de Nagasaki, Japón) el 21 de mayo. Esto provocó el colapso del flanco sur de la cúpula de Mayuyama frente al monte Unzen, lo que provocó un megatsunami de proporciones épicas, que mató a un número determinado de 15 000 personas.

## Actividad volcánica
Al finalizar el año de 1791, se produjeron una serie de terremotos en el flanco occidental del monte Unzen que se desplazó gradualmente hacia Fugen-dake (uno de los picos del monte Unzen). El mes de febrero de 1792, Fugen-dake comenzó a hacer erupción, provocando un flujo de lava que continuó durante dos meses. Mientras tanto, los terremotos continuaron, acercándose a la ciudad de Shimabara. La noche del 21 de mayo, dos grandes terremotos fueron seguidos por un colapso del flanco oriental del Mayuyama del monte Unzen, lo que provocó un deslizamiento de tierra que arrasó la ciudad de Shimabara lo que provocó que esta gran masa de tierra entrara con gran fuerza y velocidad dentro de la bahía, provocando una mega ola. denominada Megatsunami. 

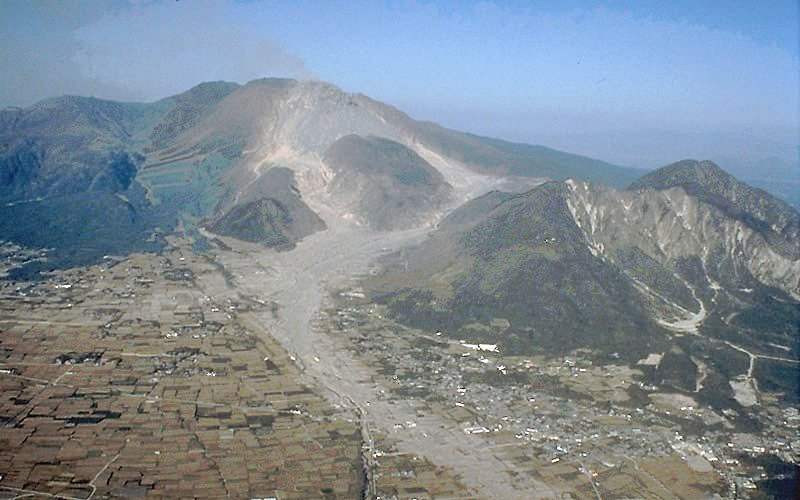
Monte Unzen (centro) y Mayuyama (derecha) que muestran la destrucción, foto reciente
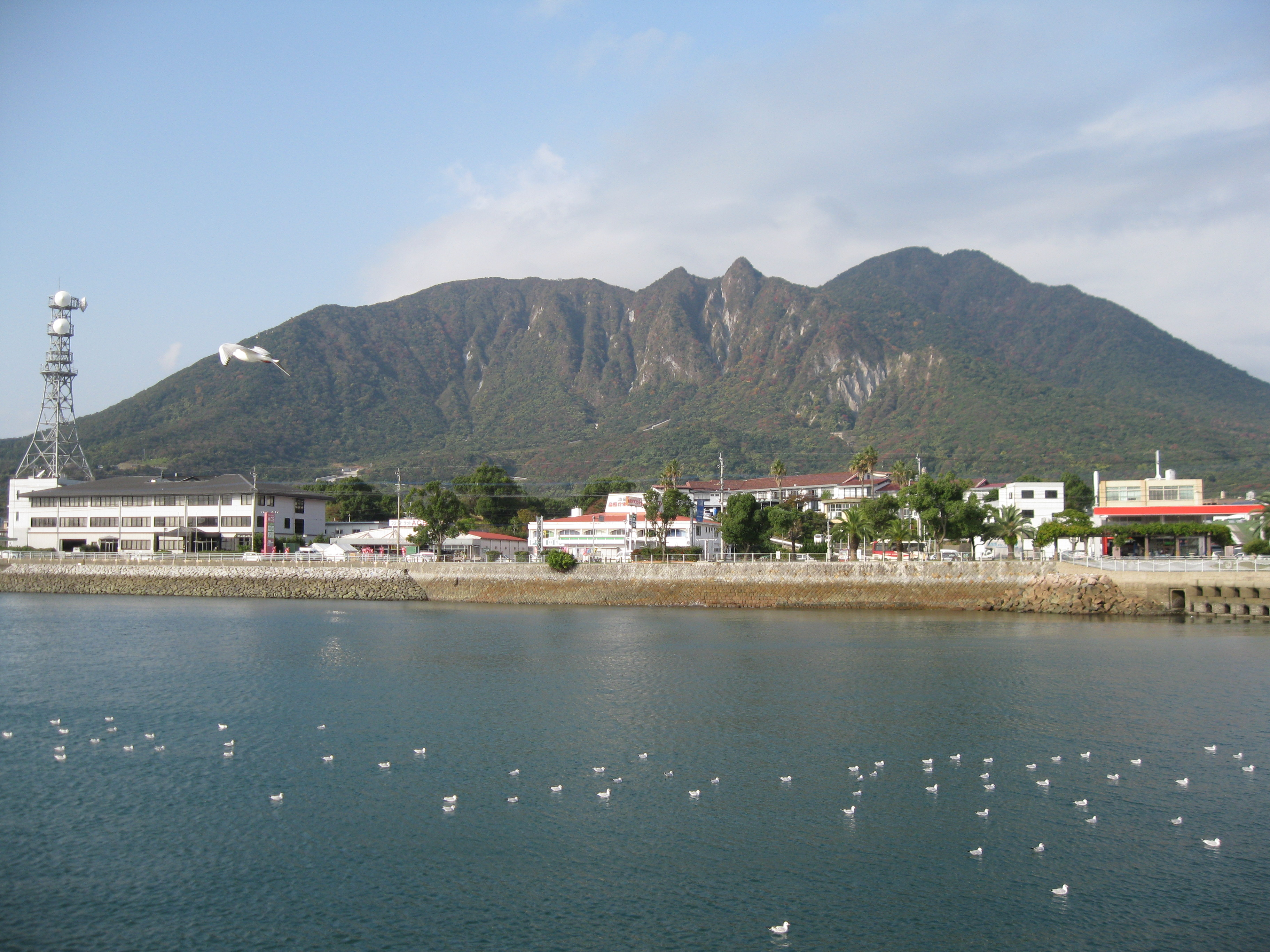
Mayuyama de la península de Shimabara, desde el mar de la ciudad de Shimabara

## Megatsunami
Hasta el día de hoy no se sabe si el colapso ocurrió como resultado de una erupción de la cúpula o como resultado de los terremotos. El tsunami golpeó la provincia de Higo al otro lado de la bahía de Ariake antes de rebotar y golpear a Shimabara nuevamente. De un total estimado de 15,000 muertes, se cree que alrededor de 5,000 murieron por el deslizamiento de tierra, alrededor de 5,000 por el tsunami en la bahía en la provincia de Higo y otras 5,000 por el tsunami que regresó para golpear a Shimabara. Las olas alcanzaron una increíble altura cercana a los 100 metros, clasificando este tsunami como un pequeño megatsunami . En la ciudad de Futsu, las olas crecieron localmente a una altura de 187 pies (57,0 m) debido al efecto de la topografía del fondo marino.

## Lago shirachi

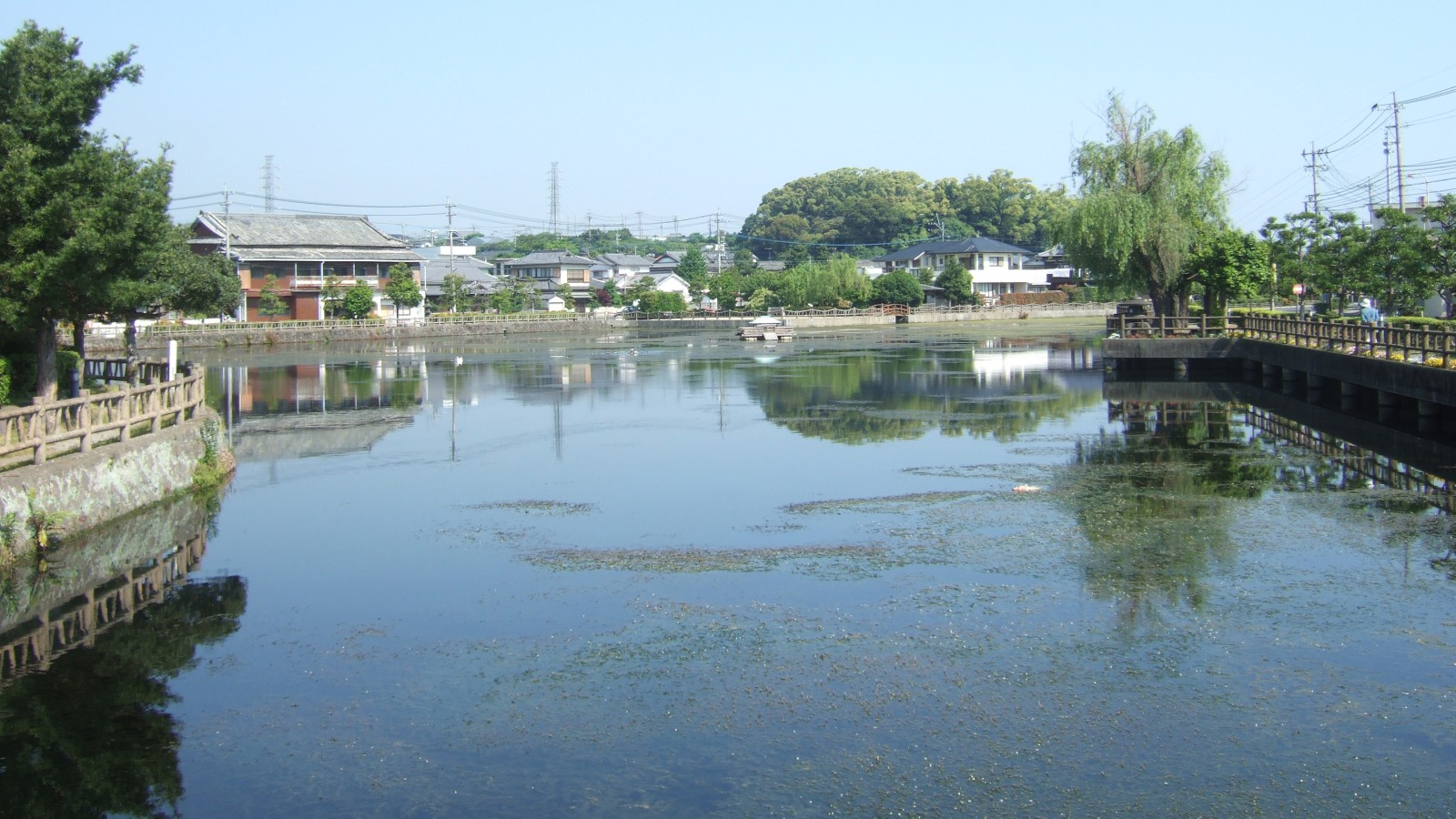
Lago shirachi

El lago Shirachi es un estanque en la ciudad de Shimabara, prefectura de Nagasaki, que se creó después del deslizamiento de tierra en Mayuyama creado por la entrada de agua subterránea. Su tamaño fue en primera instancia de 1 km de sur a norte y 300m a 400 m de este a oeste, pero la construcción de un río de desagüe lo hizo más pequeño y ahora es de 200 m por 70 m.

## Tsukumojima (99 islotes)

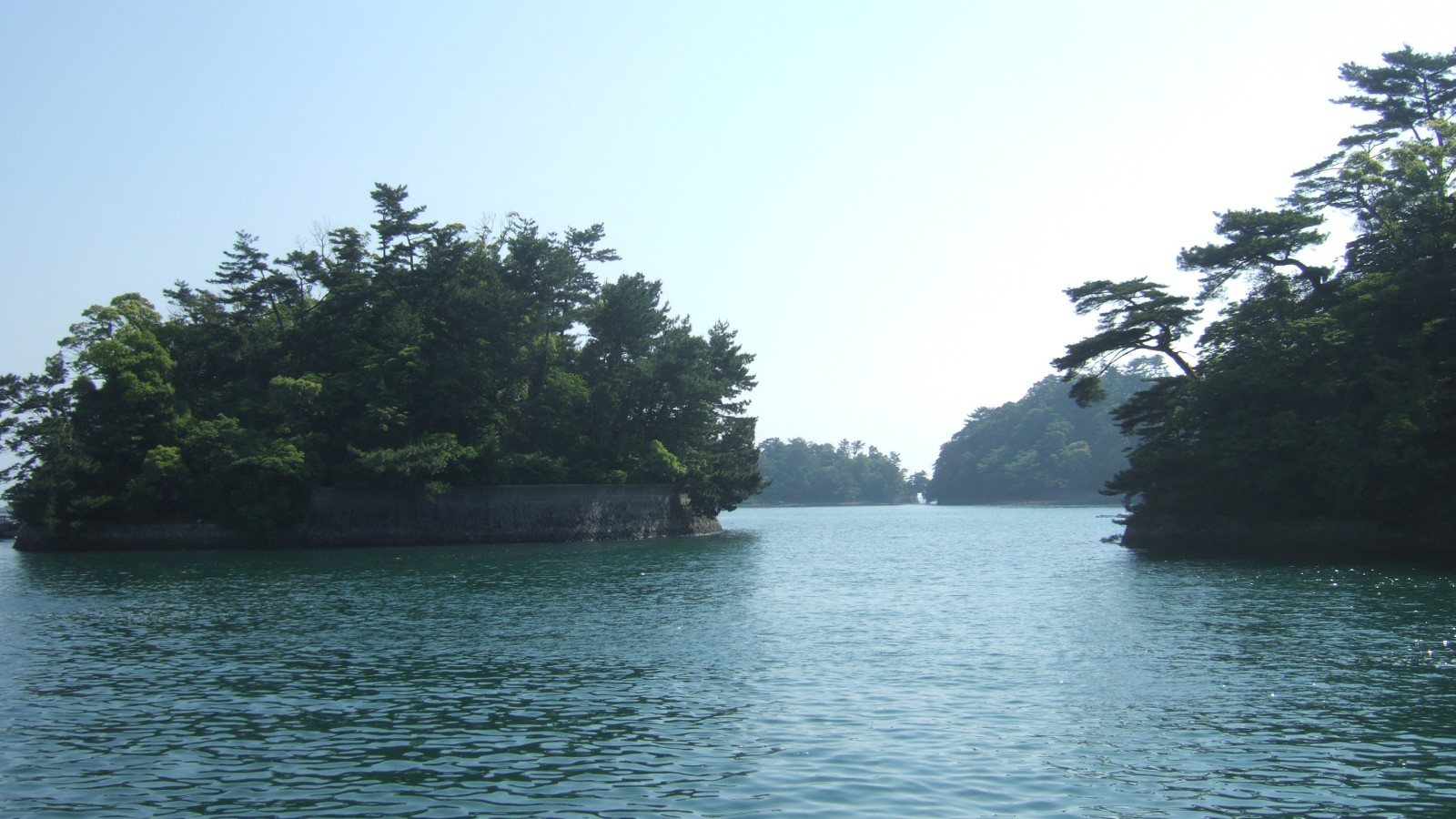
Tsukumojima

Como resultado de la destrucción, Tsukumojima o 99 islotes o rocas se distribuyeron cerca de la ciudad de Shimabara. En la misma prefectura de Nagasaki, hay 99 islas o Kujūkushima distribuidas desde la ciudad de Sasebo hasta la ciudad de Hirado .